# Giulia Rulli
Giulia Rulli, född 3 juni 1991, är en italiensk basketspelare. 
Rulli deltog vid olympiska sommarspelen 2020 och var en del av Italiens lag som blev utslagna i kvartsfinalen i tremannabasket.